# Курика
Курика (лат. Euonymus europaeus L.) је листопадни грм или дрвце из породице Celastraceae, које расте у већем делу Европе, најчешће у Средњој Европи, али је има и у Ирској или Скандинавији, па преко Шпаније и Сицилије на југу, све до Литваније на истоку. Има је у и Малој Азији и на Кавказу.

Расте 3 до 6 метара увис, ретко и до 10, а стабло је дебело до 20cm. Листови расту наспрамно и дугуљасти су или елиптични, дугачки од 3 до 8 cm, а широки од 1 до 3. Ујесен обично постану јарко црвени.
Биљка избацује двополне цветове у касну јесен. Оплодњу врше инсекти. Плод је отрован (тровање може бити и смртоносно), црвен је или пурпурно-ружичаст, велики 1 до 1,5 cm. Плод, између осталог, садржи и алкалоиде: теобромин и кофеин, као и изузетно горки терпен. Од тровања најчешће страдају деца, коју привуку лепи плодови.
Биљка има и своју примену - њено дрво је врло тврдо и може се заоштрити веома добро, тако да се у прошлости користила за израду вретена за предење вуне. Често се користи и као украсна биљка у вртовима и парковима.
Обично расте на рубовима шума.

## Галерија
- цваст
- цвет
- плодови
- Плодови после кише
- Курика у јесен , околина Пирота